# Audio Vertigo
Audio Vertigo è il decimo album in studio del gruppo musicale britannico Elbow, pubblicato nel 2024.

## Tracce
Testi di Guy Garvey, musiche di Guy Garvey, Craig Potter, Mark Potter, Pete Turner e Alex Reeves.
1. Things I've Been Telling Myself for Years – 3:33
2. Lovers' Leap – 4:34
3. (Where Is It?) – 0:26
4. Balu – 3:52
5. Very Heaven – 3:46
6. Her to the Earth – 5:00
7. The Picture – 3:31
8. Poker Face – 1:42
9. Knife Fight – 3:33
10. Embers of Day – 0:38
11. Good Blood Mexico City – 2:52
12. From the River – 5:43

Tracce Bonus Extended Edition
1. ⁠Lovers' Leap (live with the BBC Concert Orchestra) – 4:37
2. We Have All the Time in the World (live with the BBC Concert Orchestra) – 3:16 (John Barry, Hal David)

## Formazione
- Guy Garvey – voce
- Craig Potter – tastiera
- Mark Potter – chitarra
- Pete Turner – basso
- Alex Reeves – batteria